# Ryder Cup 1981
Navigation
1979 1983
La Ryder Cup 1981, vingt-quatrième édition de la compétition, a lieu du 18 septembre au 20 septembre 1981, au Walton Heath Golf Club (en) situé à Walton-on-the-Hill, un petit village situé à mi-chemin entre les bourgs de Reigate et Epsom, dans le Surrey en Angleterre.
Les États-Unis sont les détenteurs de la Ryder Cup, après leur victoire 17 à 11 sur l'Europe lors de l'édition 1979 disputée sur le parcours de The Greenbrier à White Sulphur Springs, Virginie-Occidentale, États-Unis. Les États-Unis remporte cette édition sur le score de 18½ à 9½.

## Organisation

### Parcours
Cette édition a lieu sur le complexe de golf de Walton Heath Golf Club (en). La longueur du parcours est de 7 067 yards ou 6 462 mètres en 73 coups.
| Aller | Aller | Aller                     | Retour | Retour | Retour                    |
| N°    | Par   | Distance (yards / mètres) | N°     | Par    | Distance (yards / mètres) |
| ----- | ----- | ------------------------- | ------ | ------ | ------------------------- |
| 1     | 4     | 410 / 375                 | 10     | 4      | 340 / 311                 |
| 2     | 5     | 513 / 469                 | 11     | 5      | 488 / 446                 |
| 3     | 4     | 391 / 357                 | 12     | 4      | 462 / 423                 |
| 4     | 4     | 422 / 386                 | 13     | 4      | 470 / 430                 |
| 5     | 3     | 174 / 159                 | 14     | 5      | 517 / 473                 |
| 6     | 5     | 489 / 447                 | 15     | 4      | 404 / 369                 |
| 7     | 4     | 390 / 357                 | 16     | 4      | 475 / 434                 |
| 8     | 4     | 404 / 369                 | 17     | 3      | 165 / 151                 |
| 9     | 3     | 180 / 165                 | 18     | 4      | 373 / 341                 |
| Aller | 36    | 3 373 / 3 084             | Retour | 37     | 3 694 / 3 378             |

## Équipes
Le capitaine de l'équipe européenne est John Jacobs (en).
Le capitaine de l’équipe américaine est Dave Marr (en).
| Europe                    | Europe                           | États-Unis         | États-Unis       |
| ------------------------- | -------------------------------- | ------------------ | ---------------- |
|                           |                                  |                    |                  |
| Capitaines                |                                  |                    |                  |
| John Jacobs (en)          | John Jacobs (en)                 | Dave Marr (en)     | Dave Marr (en)   |
| Joueur                    | Note                             | Joueur             | Note             |
| José María Cañizares (en) | débutant                         | Ben Crenshaw       | débutant         |
| Howard Clark              | 2e participation                 | Raymond Floyd      | 4e participation |
| Eamonn Darcy (en)         | 3e participation                 | Hale Irwin         | 4e participation |
| Nick Faldo                | 3e participation                 | Tom Kite           | 2e participation |
| Bernard Gallacher         | 7e participation                 | Bruce Lietzke (en) | débutant         |
| Mark James                | Choix du comité 3e participation | Johnny Miller (en) | 2e participation |
| Bernhard Langer           | débutant                         | Larry Nelson       | 2e participation |
| Sandy Lyle                | 2e participation                 | Jack Nicklaus      | 6e participation |
| Peter Oosterhuis          | Choix du comité 6e participation | Jerry Pate (en)    | débutant         |
| Manuel Piñero (en)        | débutant                         | Bill Rogers        | débutant         |
| Des Smyth (en)            | 2e participation                 | Lee Trevino        | 6e participation |
| Sam Torrance              | débutant                         | Tom Watson         | 2e participation |

## Compétition
La Ryder Cup est une compétition de match-play par équipes, chaque match rapportant 1 point. Le format de cette édition, est la suivante :
- Première journée (vendredi) : 4 matchs en foursomes et 4 matchs en fourballs
- Deuxième journée (samedi) : 4 matchs en foursomes et 4 matchs en fourballs
- Troisième journée (dimanche) : 12 matchs individuels

Foursomes : Dans ce format, par équipe de deux joueurs, les deux golfeurs d'une équipe jouent la même balle à tour de rôle. L’un des joueurs commence les départs pairs et l’autre les impairs. Si l'équipe européenne et l'équipe américaine sont à égalité, les deux équipes partagent le trou.

Fourballs : Dans ce format, par équipe de deux joueurs, tous les golfeurs jouent leurs balles et le golfeur qui réalise le meilleur score du trou donne un point à son équipe. Si le meilleur joueur européen et le meilleur joueur américain sont à égalité, les deux équipes partagent le trou.
Avec un total de 28 points, 14½ points sont nécessaires pour remporter la Coupe, tandis que 14 points suffisent pour que le champion en titre conserve la Coupe.

### Première journée
Vendredi 18 septembre 1981 - Matin
| Europe                             | Résultats           | États-Unis                     |
| ---------------------------------- | ------------------- | ------------------------------ |
| Bernhard Langer Manuel Piñero (en) | États-Unis : 1 up   | Larry Nelson Lee Trevino       |
| Sandy Lyle Mark James              | Europe : 2 et 1     | Bill Rogers Bruce Lietzke (en) |
| Bernard Gallacher Des Smyth (en)   | Europe : 3 et 2     | Hale Irwin Raymond Floyd       |
| Peter Oosterhuis Nick Faldo        | États-Unis : 4 et 3 | Tom Watson Jack Nicklaus       |
| 2                                  | Session             | 2                              |
| 2                                  | Au général          | 2                              |

Vendredi 18 septembre 1981 - Après-midi
| Europe                               | Résultats           | États-Unis                     |
| ------------------------------------ | ------------------- | ------------------------------ |
| Sam Torrance Howard Clark            | Égalité             | Tom Kite Johnny Miller (en)    |
| Sandy Lyle Mark James                | Europe : 3 et 2     | Ben Crenshaw Jerry Pate (en)   |
| Des Smyth (en) José M Cañizares (en) | Europe : 6 et 5     | Bill Rogers Bruce Lietzke (en) |
| Bernard Gallacher Eamonn Darcy (en)  | États-Unis : 2 et 1 | Hale Irwin Raymond Floyd       |
| 2½                                   | Session             | 1½                             |
| 4½                                   | Au général          | 3½                             |

### Deuxième journée
Samedi 19 septembre 1981 - Matin
| Europe                               | Résultats           | États-Unis                  |
| ------------------------------------ | ------------------- | --------------------------- |
| Nick Faldo Sam Torrance              | États-Unis : 7 et 5 | Lee Trevino Jerry Pate (en) |
| Sandy Lyle Mark James                | États-Unis : 1 up   | Larry Nelson Tom Kite       |
| Bernhard Langer Manuel Piñero (en)   | Europe : 2 et 1     | Raymond Floyd Hale Irwin    |
| José M Cañizares (en) Des Smyth (en) | États-Unis : 3 et 2 | Jack Nicklaus Tom Watson    |
| 1                                    | Session             | 3                           |
| 5½                                   | Au général          | 6½                          |

Samedi 19 septembre 1981 - Après-midi
| Europe                             | Résultats           | États-Unis                  |
| ---------------------------------- | ------------------- | --------------------------- |
| Peter Oosterhuis Sam Torrance      | États-Unis : 2 et 1 | Lee Trevino Jerry Pate (en) |
| Bernhard Langer Manuel Piñero (en) | États-Unis : 3 et 2 | Jack Nicklaus Tom Watson    |
| Sandy Lyle Mark James              | États-Unis : 3 et 2 | Bill Rogers Raymond Floyd   |
| Des Smyth (en) Bernard Gallacher   | États-Unis : 3 et 2 | Tom Kite Larry Nelson       |
| 0                                  | Session             | 4                           |
| 5½                                 | Au général          | 10½                         |

### Troisième journée
Dimanche 20 septembre 1981 - Après-midi
| Europe                    | Résultats           | États-Unis         |
| ------------------------- | ------------------- | ------------------ |
| Sam Torrance              | États-Unis : 5 et 3 | Lee Trevino        |
| Sandy Lyle                | États-Unis : 3 et 2 | Tom Kite           |
| Bernard Gallacher         | Égalité             | Bill Rogers        |
| Mark James                | États-Unis : 2 up   | Larry Nelson       |
| Des Smyth (en)            | États-Unis : 6 et 4 | Ben Crenshaw       |
| Bernhard Langer           | Égalité             | Bruce Lietzke (en) |
| Manuel Piñero (en)        | Europe : 4 et 2     | Jerry Pate (en)    |
| José María Cañizares (en) | États-Unis : 1 up   | Hale Irwin         |
| Nick Faldo                | Europe : 2 et 1     | Johnny Miller (en) |
| Howard Clark              | Europe : 4 et 3     | Tom Watson         |
| Peter Oosterhuis          | États-Unis : 1 up   | Raymond Floyd      |
| Eamonn Darcy (en)         | États-Unis : 5 et 3 | Jack Nicklaus      |
| 4                         | Session             | 8                  |
| 9½                        | Au général          | 18½                |

## Statistiques des joueurs
| Europe                    | Europe                   | Europe           | Europe        | Europe           | États-Unis         | États-Unis            | États-Unis       | États-Unis    | États-Unis       |
| Joueur                    | Nombre d'éditions        | Avant 1981 V-D-N | En 1981 V-D-N | Après 1981 V-D-N | Joueur             | Nombre d'éditions     | Avant 1981 V-D-N | En 1981 V-D-N | Après 1981 V-D-N |
| ------------------------- | ------------------------ | ---------------- | ------------- | ---------------- | ------------------ | --------------------- | ---------------- | ------------- | ---------------- |
| José María Cañizares (en) | 1 1981                   | Aucun            | 1-2-0         | 1-2-0            | Ben Crenshaw       | 1 small>1981          | Aucun            | 1-1-0         | 1-1-0            |
| Howard Clark              | 2 1977-81                | 0-1-0            | 1-0-1         | 1-1-1            | Raymond Floyd      | 4 1969-75-77-81       | 2-5-0            | 3-2-0         | 5-7-0            |
| Eamonn Darcy (en)         | 3 1975-77-81             | 0-6-1            | 0-2-0         | 0-8-1            | Hale Irwin         | 4 1975-77-79-81       | 8-2-1            | 2-2-0         | 10-4-1           |
| Nick Faldo                | 3 1977-79-81             | 6-1-0            | 1-2-0         | 7-3-0            | Tom Kite           | 2 1979-81             | 8-2-1            | 3-0-1         | 11-2-2           |
| Bernard Gallacher         | 7 1969-71-73-75-77 79-81 | 12-9-4           | 1-2-1         | 13-11-5          | Bruce Lietzke (en) | 1 1981                | Aucun            | 0-2-1         | 0-2-1            |
| Mark James                | 3 1977-79-81             | 0-4-1            | 2-3-0         | 2-7-1            | Johnny Miller (en) | 2 1975-81             | 2-1-1            | 0-1-0         | 2-2-1            |
| Bernhard Langer           | 1 1981                   | Aucun            | 1-2-1         | 1-2-1            | Larry Nelson       | 2 1979-81             | 5-0-0            | 4-0-0         | 9-0-0            |
| Sandy Lyle                | 2 1977-81                | 1-2-1            | 2-3-0         | 3-5-1            | Jack Nicklaus      | 6 1969-71-73-75-77 81 | 13-8-3           | 4-0-0         | 17-8-3           |
| Peter Oosterhuis          | 6 1971-73-75-77-79 81    | 14-9-2           | 0-3-0         | 14-12-2          | Jerry Pate (en)    | 1 1981                | Aucun            | 2-2-0         | 2-2-0            |
| Manuel Piñero (en)        | 1 1981                   | Aucun            | 4-0-0         | 4-0-0            | Bill Rogers        | 1 1981                | Aucun            | 1-2-1         | 1-2-1            |
| Des Smyth (en)            | 2 1977-81                | 0-2-0            | 2-3-0         | 2-5-0            | Lee Trevino        | 6 1969-71-73-75-79 81 | 13-7-6           | 4-0-0         | 17-7-6           |
| Sam Torrance              | 1 1981                   | Aucun            | 0-3-1         | 0-3-1            | Tom Watson         | 2 1977-81             | 2-1-0            | 3-1-0         | 5-2-0            |